# Phan Thị Kim Phúc
Phan Thị Kim Phúc, O.Ont (* 2. April 1963 in Trảng Bàng, Provinz Tây Ninh, Vietnam) ist ein Opfer des Vietnamkrieges. Sie erlitt bei einem Napalm-Angriff südvietnamesischer Flugzeuge am 8. Juni 1972 schwere Verbrennungen. Während die damals Neunjährige nackt aus dem Ort Trảng Bàng floh, wurde sie vom Pressefotografen Nick Út fotografiert. 
Das Foto (mit dem Titel The Terror of War) ist neben der Erschießung von Nguyễn Văn Lém eines der bekanntesten Fotos aus dem Vietnamkrieg (Zweiter Indochinakrieg) und wurde zum Pressefoto des Jahres 1972 gewählt. Út wurde dafür mit dem Pulitzer-Preis ausgezeichnet. Laut dem im Januar 2025 erschienenen Dokumentarfilm The Stringer wurde das Foto nicht von Út gemacht, sondern von einem lokalen Freelancer; die Behauptung wurde aber von der Bildagentur Associated Press angefochten. Im Mai 2025 entzog die World Press Photo Nick Ut die Anerkennung für das Foto.

## Leben nach dem Angriff

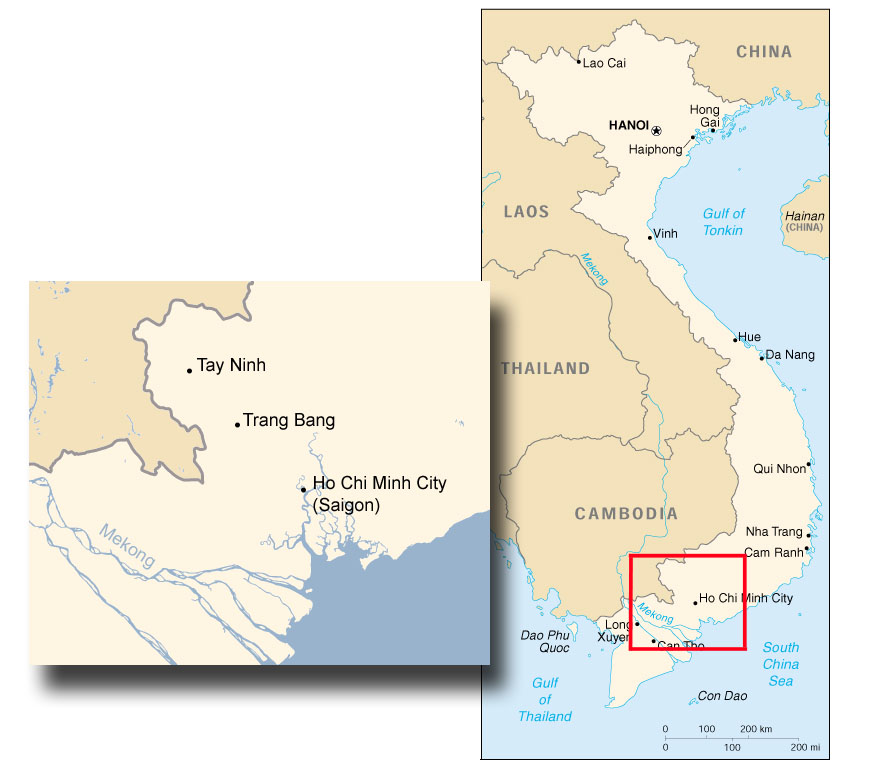
Karte Vietnams

Nick Út brachte Kim in ein Krankenhaus. Sie war so stark verletzt, dass man nicht annahm, dass sie überleben würde. 30 % ihrer Körperoberfläche waren verbrannt, fast ihr ganzer Rücken, der Nacken und ihr linker Arm. Erst nach zwei Jahren, nach 17 Operationen binnen 14 Monaten, Hauttransplantationen und Therapie konnte sie 1973 nach Hause zurückkehren. Ihre vorläufig letzte Operation hatte sie 2022 in Miami.
Jahrelang wurde Kim Phuc in Vietnam von der Regierung für die kommunistische Propaganda als Kriegsopfer des Vietnamkriegs vorgeführt. Erst 1982 konnte sie sich wieder vollständig bewegen, nachdem sie in der Unfallklinik Ludwigshafen operiert worden war. Der damalige vietnamesische Premierminister Phạm Văn Đồng sorgte dafür, dass sie in relativer Ruhe ihr Medizinstudium fortsetzen konnte. Dies tat sie 1986 in Kuba. Dort heiratete sie 1992 den vietnamesischen Kommilitonen Bùi Huy Toàn. Auf dem Flug ihrer Hochzeitsreise nach Moskau nutzten die beiden den Zwischenstopp in Neufundland und beantragten politisches Asyl in Kanada, das ihnen gewährt wurde.
Heute lebt sie mit ihrem Mann Toàn und ihren 1994 und 1997 geborenen Söhnen in Toronto. Bereits 1982 war sie vom Caodaismus zum Christentum konvertiert. Im Oktober 2015 begann für Phúc eine Behandlung in einer Spezialklinik für Brandverletzte in Miami, nachdem ihr die Hautärztin Jill Waibel eine kostenlose Laserbehandlung offerierte, um die Schmerzen durch die Spannungen der vernarbten Haut zu lindern.
Über sich selbst sagte Kim Phuc, als sie 2022 den Papst traf: „Ich bin nicht mehr ein Opfer des Krieges. Ich bin Mutter, Großmutter und eine Überlebende, die zum Frieden aufruft.“

## Nachwirkungen
In Deutschland berichtete insbesondere der Stern-Reporter Perry Kretz über ihr Schicksal. Kim Phúc besuchte Deutschland 1984 auf Einladung des Stern und 1992 auf Einladung des ZDF.
1996 traf sie auf einem Vietnam-Veteranentreffen den Offizier John Plummer, der behauptete, am Luftangriff auf ihr Dorf beteiligt gewesen zu sein, und drückte ihm ihre Vergebung aus. Später wurde jedoch nachgewiesen, dass Plummer in keiner Weise am Luftangriff beteiligt gewesen war.
Wegen ihres Einsatzes für Aussöhnung und Frieden wurde sie am 10. November 1994 zur ehrenamtlichen UNESCO-Botschafterin des guten Willens (Goodwill Ambassador) berufen. Am 22. Oktober 2004 erhielt sie die Ehrendoktorwürde in Rechtswissenschaften von der York University in Toronto für ihren weltweiten Einsatz für die Kinder unter den Kriegsopfern. Am 11. Februar 2019 wurde sie mit dem Dresden-Preis geehrt.

## Kim Phuc Foundation
1997 gründete sie in den USA die „Kim Phuc Foundation“, die sich für medizinische und psychologische Hilfe für Kinder einsetzt, die Kriegsopfer wurden. Später wurde daraus die „Kim Phuc Foundation International“.

## Dokumentarfilm
- Das Mädchen und das Foto, Regie Marc Wiese, WDR/ARTE, Deutschland 2009, 53 Min.